# أبو هامور
أبو هامور هي أحد أحياء بلدية الريان في قطر. يُعرف لبعض الناس باسم «منطقة سوق الجملة»، وهو جزء من متروبوليتان الدوحة.

## أصل التسمية
في اللغة العربية، تُترجم «أبو» إلى «الأب» وهي تُستخدم كبادئة لخاصية معينة للمنطقة. الجزء الثاني من الاسم، «هامور»، هو نوع معين من الأسماك ينتشر بكثرة في المياه القطرية. وفقًا للتقاليد المحلية، تم تسمية المنطقة على اسم نوع الأسماك الأكثر شيوعًا التي يصطادها الصيادون المقيمون.

## الإدارة

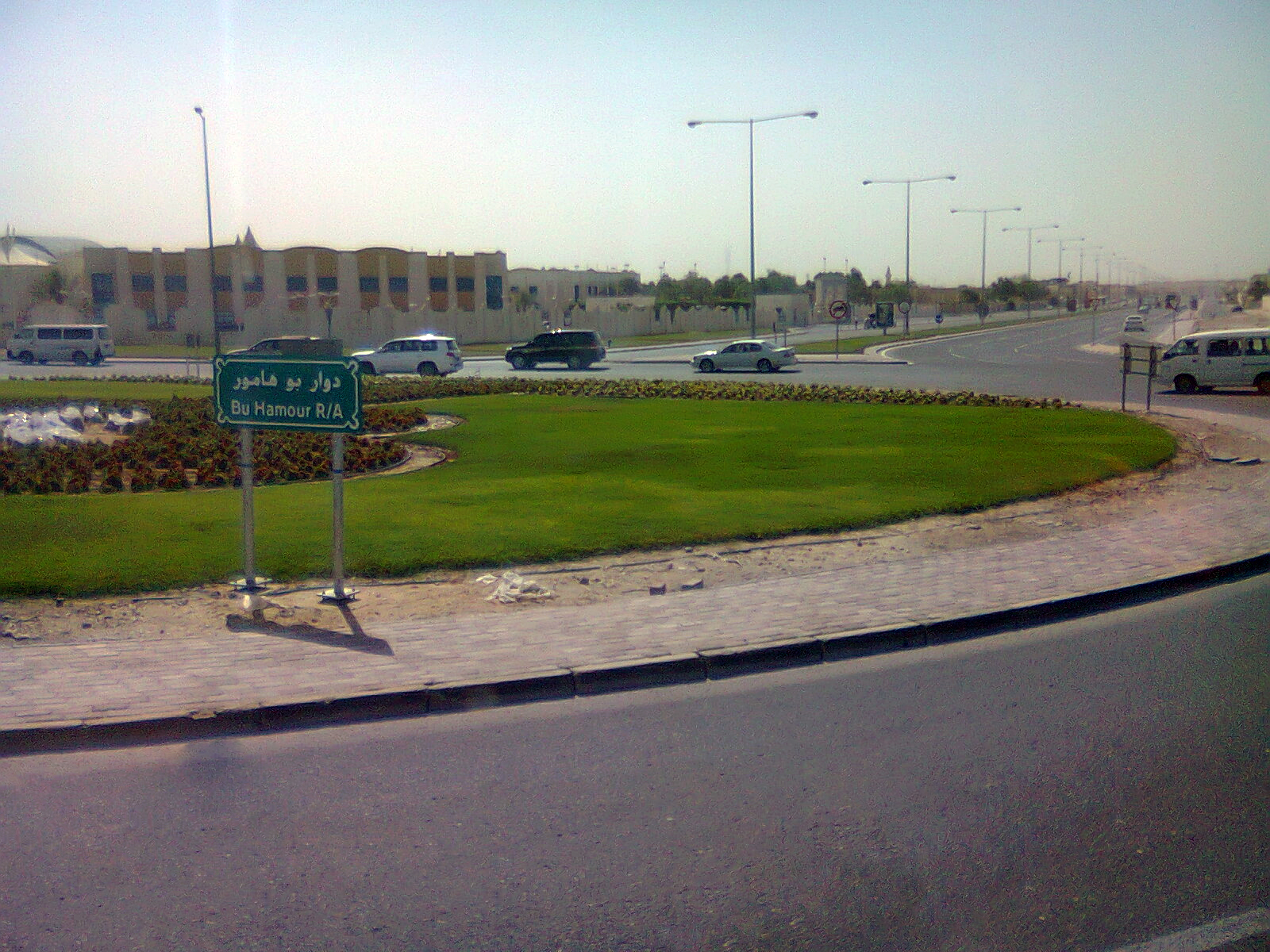
دوار أبو هامور

عندما جرت الانتخابات الحرة للمجلس البلدي المركزي لأول مرة في قطر خلال عام 1999 عُينت أبو هامور مقرًا لدائرة رقم 12. وبقيت مقرًا للدائرة رقم 12 حتى الانتخابات البلدية الخامسة في عام 2015، عندما تم تقسيمه بين الدوائر 10 و11.

## المناطق

### مخيم البلوشي

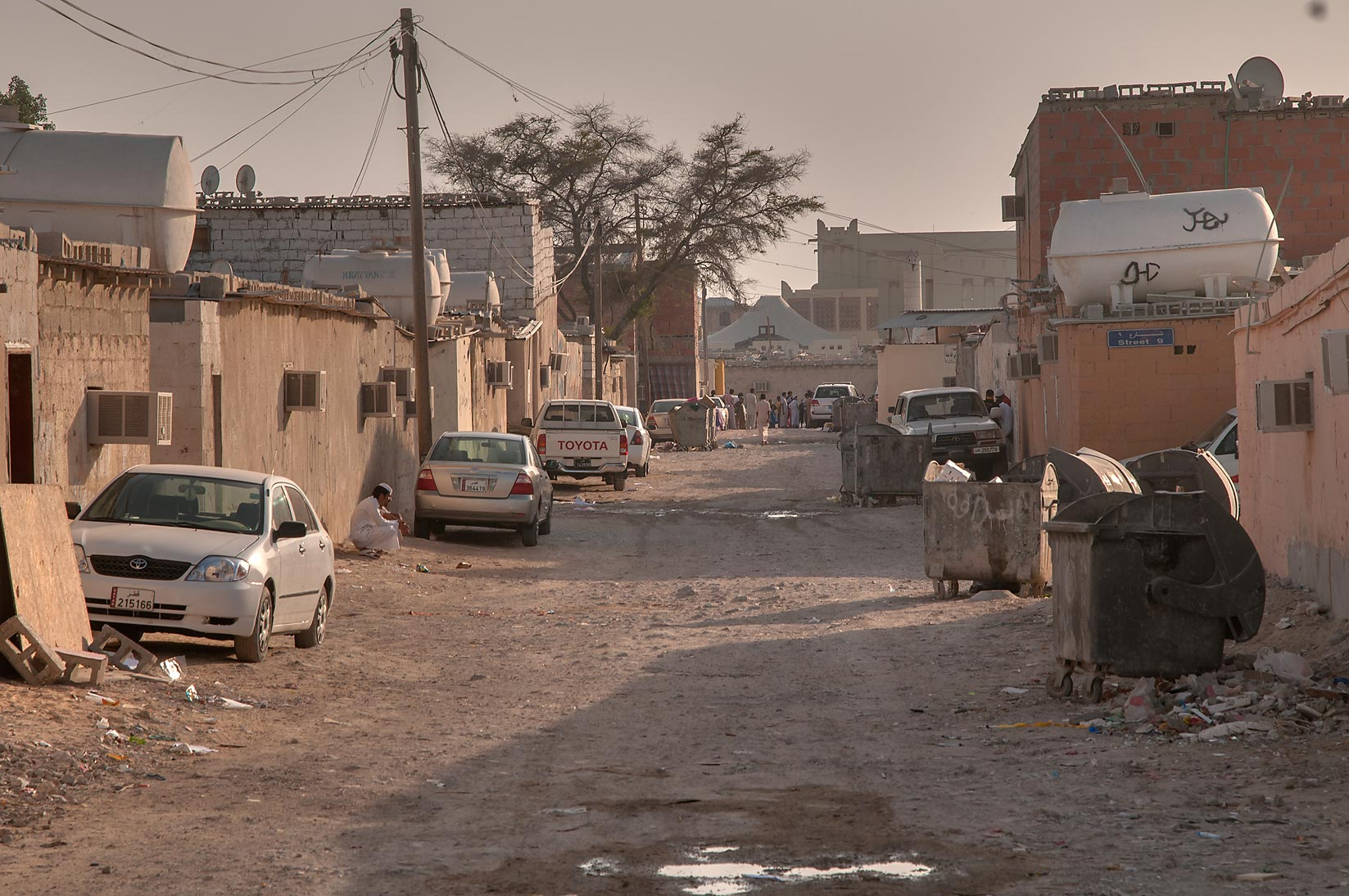
شارع في مخيم البلوشي في أبو هامور

خصصت الحكومة القطرية منطقة كبيرة في أبو هامور لإيواء أفراد من جماعة البلوش العرقية الذين ينحدرون من عُمان وإيران وباكستان. بدأ البلوش بالهجرة إلى قطر ابتداءً من الخمسينيات. في البداية حددت الحكومة القطرية منطقة سكن البلوشيين في فريج عبد العزيز في الخمسينيات، ثم نقلتهم لاحقًا إلى نعيجة، قبل أن تستقر أخيرًا في أبو هامور. يوجد حاليًا الآلاف من البلوش الذين يعيشون في المخيم، وبعضهم يشغل مناصب في الحكومة والجيش القطري لكنهم لا يحملون الجنسية القطرية.
تزود الحكومة القطرية السكان بمواد البناء، على الرغم من أن العديد من المباني لا تفي باللوائح وتحتوي على تعديلات غير قانونية. البنية التحتية في المنطقة سيئة، حيث يفتقر العديد من المنازل البالغ عددها 900 إلى 1,000 منزل إلى مياه الصرف الصحي والمياه الجارية. يوجد متجرين سوبر ماركت وخمسة مساجد في المخيم.

### منطقة سوق الجملة

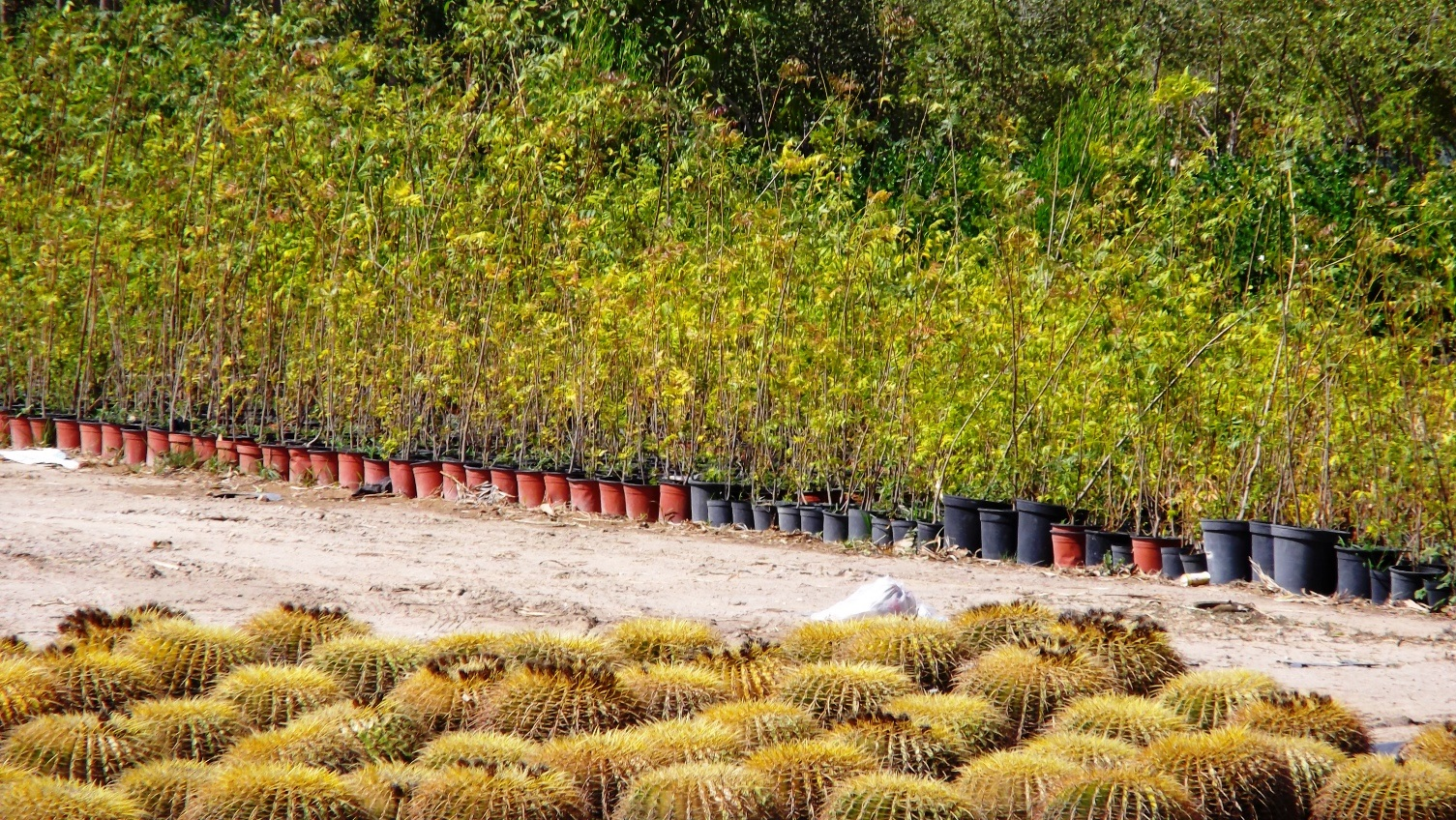
سوق نباتات الزينة في أبو هامور

كانت منطقة سوق الجملة في أبو هامور قد استوعبت سابقًا سوق أبو هامور المركزي، وهو أحد أكبر الأسواق في قطر. في أوائل القرن العشرين، كان سوق الجملة يقع في منطقة الجسرة بالدوحة في ما يعرف حاليًا بسوق واقف. مع استمرار التوسع العمراني في الدوحة طوال القرن العشرين، تقرر نقل سوق الجملة إلى أبو هامور والبقاء تحت ولاية الدوحة، وبالتالي تصبح الحدود الغربية الجديدة للدوحة الكبرى. بينما كان لا يزال يعمل، احتوى سوق أبو هامور المركزي على سوق للخضروات والفواكه الطازجة وسوق للماشية وسوق لنباتات الزينة.
في أوائل عام 2017، تم إغلاق جميع متاجر الجملة في سوق أبو هامور بالجملة، وتحول معظمها إلى سوق أم صلال المركزي في أم صلال علي. تم نقل سوق الفاكهة والخضروات إلى السيلية، في حين تم نقل سوق الماشية إلى أبو سمرة في جنوب قطر. يخطط مسؤولو البلدية لتحويل سوق أبو هامور المركزي القديم الآن إلى مجمع تجاري.

## الصناعة

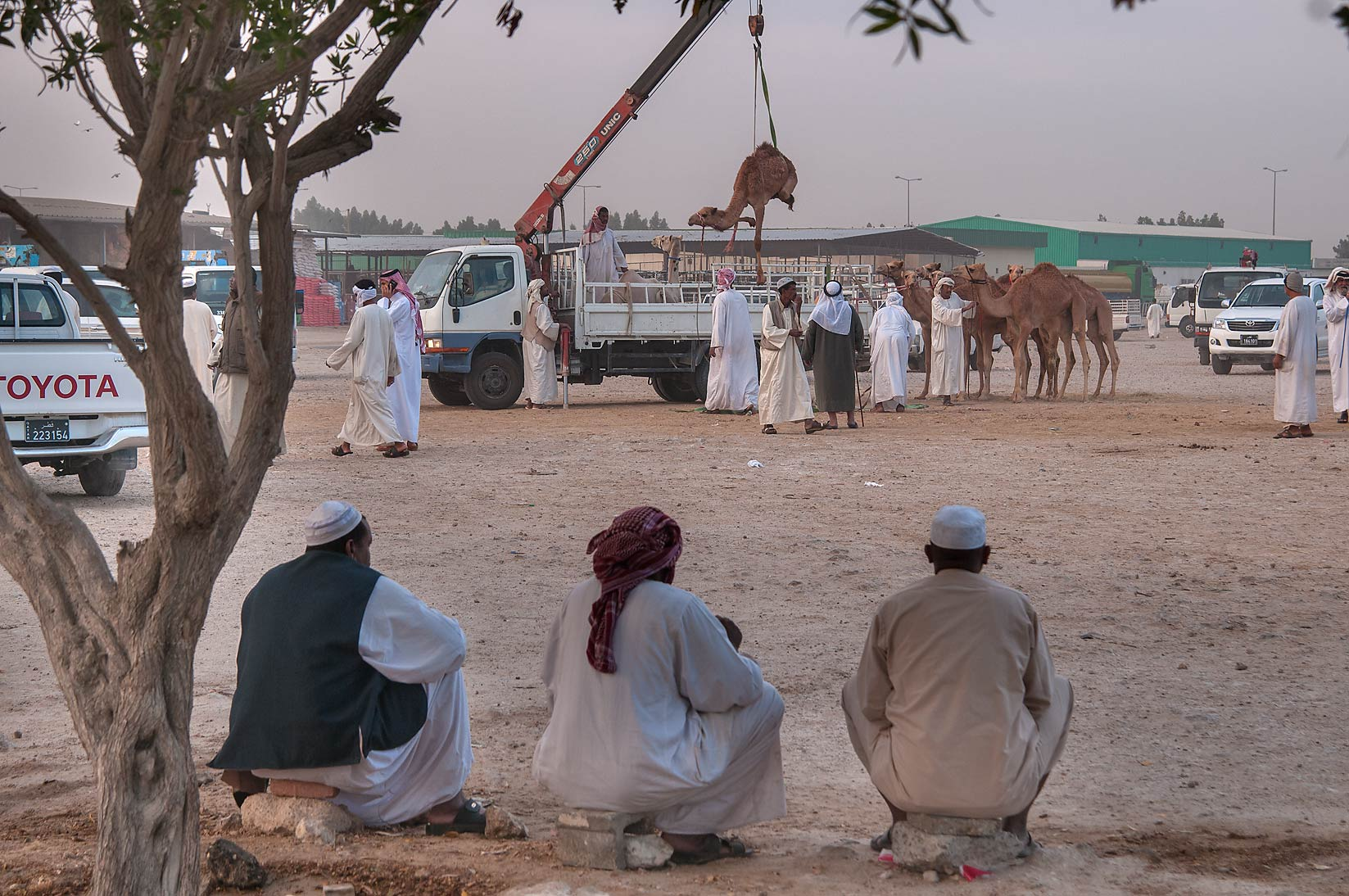
رجال يشاهدون جملًا يرفع برافعة في سوق أبو هامور بالجملة

نتيجة لموقعها المركزي، أصبحت أبو هامور خيارًا شائعًا بشكل متزايد لتجار التجزئة. تم نقل عدد من منافذ البيع بالتجزئة من أماكن أخرى في البلاد إلى الحي. تاريخياً، استضاف أبو هامور أكبر سوق جملة في البلاد، ولكن في أبريل 2017 تم نقل سوق الجملة إلى أم صلال علي.
أبو هامور هو موقع لمخزن توزيع المنتجات البترولية المكررة والذي كان في السابق مملوكًا للشركة الوطنية لتوزيع النفط، وهي شركة تابعة لقطر للبترول، حتى عام 2002 عندما تولت شركة قطر للوقود المنشأة حديثًا مسؤولية إدارة المستودع.

## المواصلات
حاليا، محطة مترو أبو هامور تحت الأرض قيد الإنشاء، وستصبح جزءًا من الخط الأخضر لمترو الدوحة.

## التعليم
تقع المدارس التالية في أبو هامور:
| اسم المدرسة                                           | منهاج دراسي | درجة                 | الجنس  | الموقع الرسمي | المرجع |
| ----------------------------------------------------- | ----------- | -------------------- | ------ | ------------- | ------ |
| أكاديمية الأرقم                                       | دولي        | روضة أطفال - ثانوية  | كلاهما |               | [ 16 ] |
| مدرسة المنتزه الانجليزية                              | دولي        | روضة أطفال - ثانوية  | كلاهما |               | [ 17 ] |
| روضة الرضوان                                          | مستقل       | روضة أطفال           | كلاهما |               | [ 18 ] |
| المدرسة الثانوية والجامعة الدولية البنجلاديشية في قطر | دولي        | روضة أطفال - ابتدائي | كلاهما |               | [ 19 ] |
| مدرسة بيرلا الرسمية - فرع أبو هامور                   | دولي        | روضة أطفال - ثانوية  | كلاهما | الموقع الرسمي | [ 20 ] |
| مدرسة الدوحة الهندية الحديثة                          | دولي        | روضة أطفال - ثانوية  | كلاهما |               | [ 21 ] |
| المدرسة الهندية المثالية                              | دولي        | روضة أطفال - ثانوية  | كلاهما |               | [ 22 ] |
| المدرسة الثانوية الإيرانية للبنين                     | دولي        | ابتدائي - ثانوي      | كلاهما |               | [ 23 ] |
| المدرسة الإيرانية الابتدائية للبنين                   | دولي        | ابتدائي              | كلاهما |               | [ 24 ] |
| مدرسة جمعية التربية الإسلامية المسلمة الهندية         | دولي        | روضة أطفال - ثانوية  | كلاهما | الموقع الرسمي | [ 25 ] |
| مدرسة شانتينيكيتان الهندية الخاصة                     | دولي        | روضة أطفال - ثانوية  | كلاهما |               | [ 26 ] |